# Sigma de l'Àguila
Sigma de l'Àguila (σ Aquilae) és una estrella binària de la constel·lació de l'Àguila. Està aproximadament a 680 anys llum de la Terra.
Sigma de l'Àguila és una binària eclipsant espectroscòpica. Els dos components són destacades blaves-blanques del tipus B de les nanes de la seqüència principal que no omplen els seus lòbuls de Roche.
La magnitud aparent més important de la binària és +5,18. A causa del fet que és una binària eclipsant, σ Aquilae és també una estrella binària i el seu esclat varia 0,2 magnituds amb un període igual al seu període orbital d'1,95 dies.